# Ponzano di Fermo
Ponzano di Fermo este o comună din provincia Fermo, regiunea Marche, Italia, cu o populație de 1721 locuitori și o suprafață de 14,27 km².

## Demografie
Ponzano di Fermo - evoluția demografică

|  | Graficele sunt indisponibile din cauza unor probleme tehnice. Mai multe informații se găsesc la Phabricator și la wiki-ul MediaWiki. |

Date: Recensăminte sau birourile de statistică - grafică realizată de Wikipedia